# Huracán Earl (1998)
El huracán Earl fue un fuerte huracán categoría 2 que tocó tierra el 3 de septiembre de 1998 alrededor de las 06:00 UTC, y desplazándose por Georgia, hasta Nueva Escocia La tormenta mató a 3 personas y causó $79 millones de dólares (1998 USD) en un estimado de daños totales, incluyendo inundaciones. El huracán Earl fue uno de los tres huracanes en tocar tierra en los Estados Unidos durante la temporada de huracanes en el Atlántico de 1998. 

## Historia de la tormenta

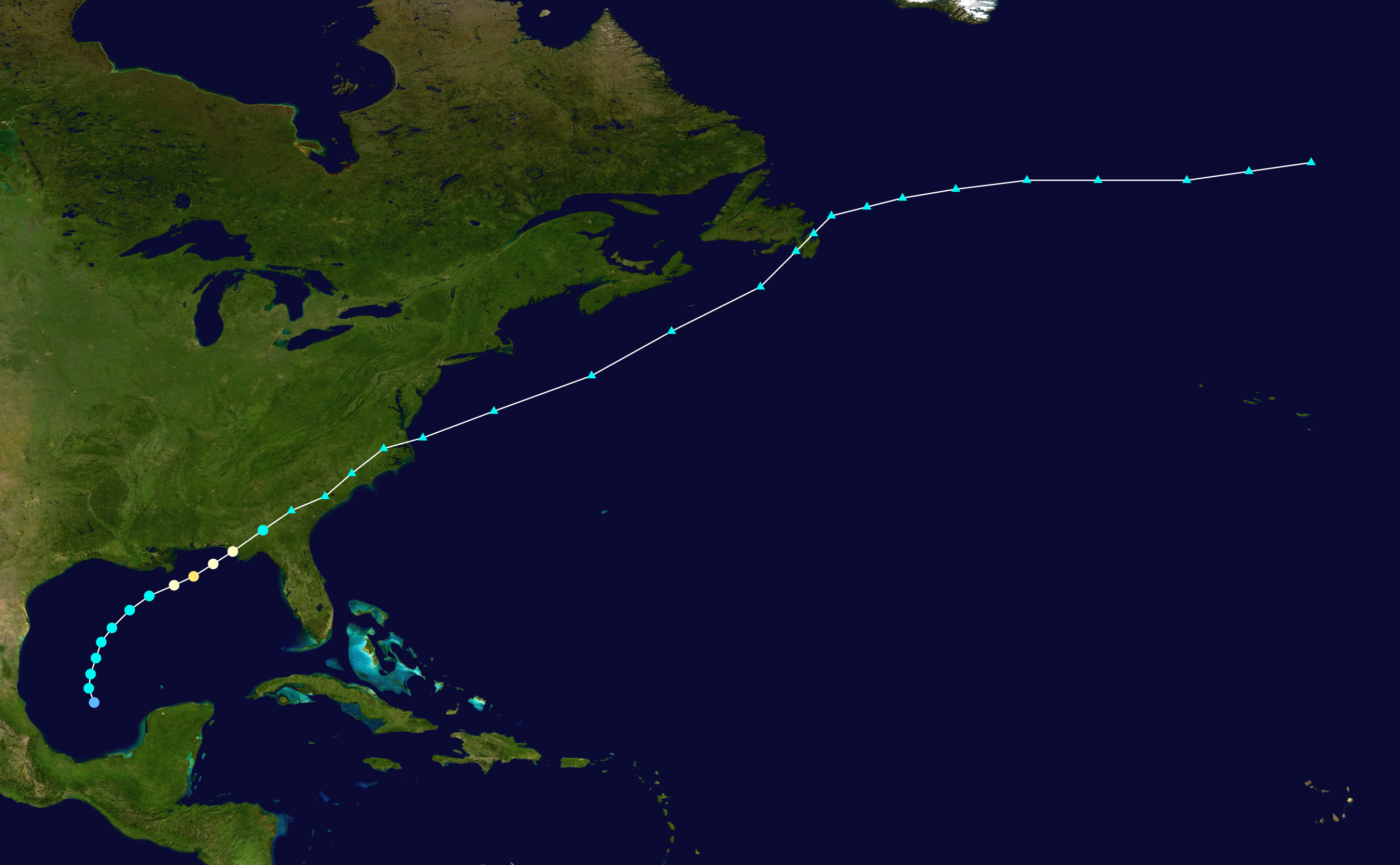
Trayectoria del huracán Earl, perteneciente a la temporada de huracanes en el Atlántico de 1998, siguiendo los colores de la escala de huracanes de Saffir-Simpson.